# Enclaves de España

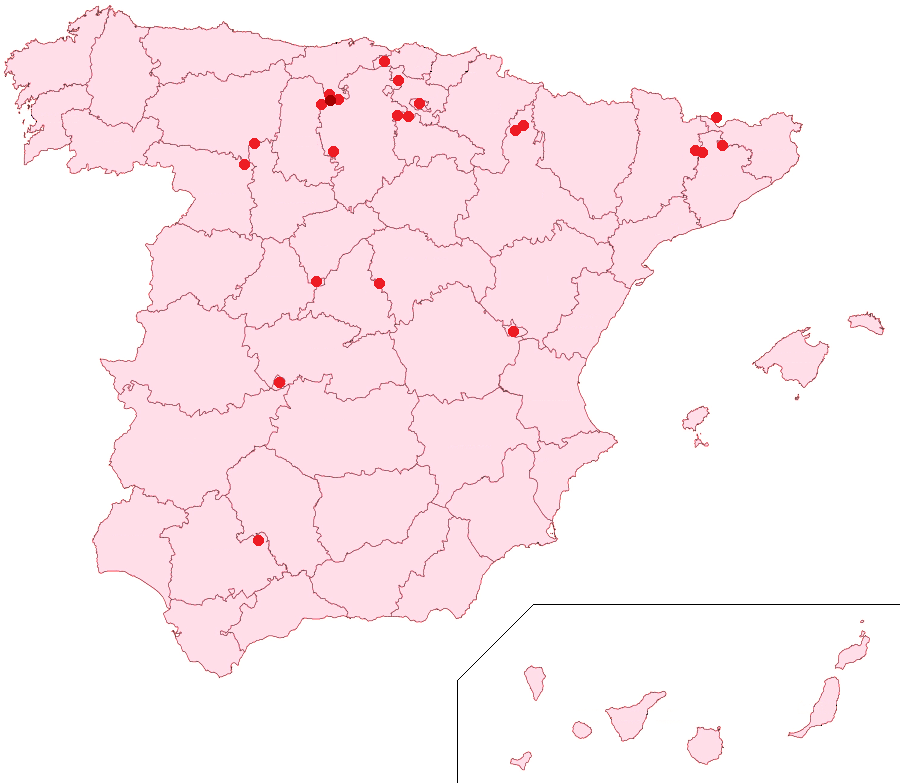
Enclaves de España

Los enclaves españoles son territorios que, administrativamente, pertenecen a una jurisdicción territorial que está completamente rodeada por territorio de otra u otras jurisdicciones. 
Aquí se concentra en los enclaves provinciales que son territorios que, por razones históricas, se encuentran rodeados de territorio correspondiente a otra u otras provincias españolas, y en algún caso a otro país. También hay enclaves municipales.
Un ejemplo es el Rincón de Ademuz. En 1260, el rey de Corona de Aragón, Jaime I el Conquistador, adscribió al Reino de Valencia el feudo turolense de Ademuz y desde entonces ha habido varios intentos de reunificación con Teruel. Otro ejemplo es Llivia que formó parte del condado español de la Alta Cerdaña hasta su cesión a Francia en 1660, en el que el condado entero fue entregado a excepción de este pequeño pueblo catalán.
El escritor Ramón Carnicer redactó un libro en 1995 sobre los enclaves españoles llamado Viaje a los enclaves españoles, en el que lista un total de 26:

El Villar, Anchuras de los Montes, La Cepeda, Los Barrancos, Rincón de Ademuz, Can Vies, Malagarriga, Valiellas y Sant Pere de Graudescales, La Rovira de Abajo, Llívia, Condado de Treviño, Sajuela y Ternero, La Rebolleda, Berzosilla, Lastrilla y Cezura, Villodrigo, Aguanares, Roales y Quintanilla del Molar, San Llorente, Petilla de Aragón y Bastanes, Orduña y la Cerca de Villaño y Valle de Villaverde.

## Enclaves provinciales españoles
La tabla se ha ordenado agrupando los territorios por región.
| Comunidad Autónoma   | Nombre                          | Municipio(s) (*)                         | Área (km²)   | Provincia a la que pertenece | Provincia de la que está rodeado                              | Observaciones |
| -------------------- | ------------------------------- | ---------------------------------------- | ------------ | ---------------------------- | ------------------------------------------------------------- | --- |
| Andalucía            | Villar                          | Fuente Palmera                           |              | Provincia de Córdoba         | Provincia de Sevilla                                          | |
| Cantabria            | Valle de Villaverde             | Valle de Villaverde                      | 19,53        | Provincia de Cantabria       | Provincia de Vizcaya                                          | El municipio intentó en 1986 su incorporación a Vizcaya, pero varias sentencias judiciales ratificaron su pertenencia a Cantabria. |
| Castilla-La Mancha   | Rincón de Anchuras              | Anchuras                                 | 231,05       | Provincia de Ciudad Real     | Provincia de Toledo Provincia de Badajoz Provincia de Cáceres | |
| Castilla-La Mancha   | Enclave de Torrejón del Rey     | Torrejón del Rey (parcial)               | 25,17        | Provincia de Guadalajara     | Provincia de Madrid                                           | |
| Castilla y León      | Berzosilla                      | Berzosilla                               | 19,61        | Provincia de Palencia        | Provincia de Burgos Provincia de Cantabria                    | |
| Castilla y León      | Pedanía de Cezura               | Pomar de Valdivia                        |              | Provincia de Palencia        | Provincia de Cantabria                                        | |
| Castilla y León      | Enclave de Treviño              | Condado de Treviño La Puebla de Arganzón | 260,71 18,87 | Provincia de Burgos          | Provincia de Álava                                            | Los ayuntamientos del enclave han solicitado su integración en Álava. Ver: Contencioso de Treviño                                  |
| Castilla y León      | Enclave de Roales y Quintanilla | Roales de Campos Quintanilla del Molar   | 22,7 14,67   | Provincia de Valladolid      | Provincia de Zamora Provincia de León                         | |
| Castilla y León      | Dehesa de San Llorente          | Mayorga (parcial)                        | 10,95        | Provincia de Valladolid      | Provincia de León                                             | |
| Castilla y León      | Pedanía de Lastrilla            | Pomar de Valdivia                        |              | Provincia de Palencia        | Provincia de Cantabria                                        | |
| Castilla y León      | Pedanía de La Rebolleda         | Rebolledo de la Torre                    |              | Provincia de Burgos          | Provincia de Palencia                                         | |
| Castilla y León      | Sajuela y El Ternero            | Miranda de Ebro (parcial)                |              | Provincia de Burgos          | Provincia de La Rioja                                         | |
| Castilla y León      | Villodrigo                      | Villodrigo                               | 9,03         | Provincia de Palencia        | Provincia de Burgos                                           | |
| Cataluña             | Las Llosas                      | Las Llosas                               |              | Provincia de Gerona          | Provincia de Barcelona                                        | |
| Cataluña             | Llivia                          | Llivia                                   | 12,83        | Provincia de Gerona          | Francia                                                       | Enclave creado por el Tratado de Llivia.                                                                                           |
| Cataluña             | Matagarriga                     | Pinós (parcial)                          |              | Provincia de Lérida          | Provincia de Barcelona                                        | |
| Cataluña             | Valiellas                       | Montmajor (parcial)                      |              | Provincia de Barcelona       | Provincia de Lérida                                           | |
| Comunidad de Madrid  | Dehesa de la Cepeda             | Sta. Mª de la Alameda (parcial)          | 13,6         | Provincia de Madrid          | Provincia de Segovia Provincia de Ávila                       | El municipio segoviano de El Espinar reclama el territorio.                                                                        |
| Navarra              | Petilla de Aragón               | Petilla de Aragón                        | 27,55        | Provincia de Navarra         | Provincia de Zaragoza                                         | |
| País Vasco           | Orduña                          | Orduña                                   | 33,49        | Provincia de Vizcaya         | Provincia de Álava Provincia de Burgos                        | |
| Comunidad Valenciana | Rincón de Ademuz                | Está dividido en 7 municipios            | 370          | Provincia de Valencia        | Provincia de Cuenca Provincia de Teruel                       | Es el enclave más grande en superficie de España. Reclamado por la Diputación de Teruel y el Gobierno de Aragón.                   |
| -                    | Ciudad autónoma de Ceuta        | -                                        |              | España                       | Marruecos                                                     | Reclamado por Marruecos. Es un fragmento                                                                                           |
| -                    | Ciudad autónoma de Melilla      | -                                        |              | España                       | Marruecos                                                     | Reclamado por Marruecos. Es un fragmento                                                                                           |
| -                    | Peñón de Vélez de la Gomera     | -                                        |              | España                       | Marruecos                                                     | Reclamado por Marruecos. Es un fragmento                                                                                           |
| -                    | Gibraltar                       | -                                        |              | Reino Unido                  | España                                                        | Reclamado por España. Es un fragmento                                                                                              |

* Parcial quiere decir que forma parte de un municipio que no es enteramente el enclave, que se recoge en una línea inferior entre paréntesis.

## Territorios que carecen de enclaves provinciales
- Comunidades autónomas: Extremadura, Principado de Asturias, Galicia, Región de Murcia, Canarias e Islas Baleares
- Provincias:

- en Andalucía, Huelva, Cádiz, Jaén, Almería, Granada y Málaga
- en Aragón, Huesca
- en Castilla-La Mancha, Albacete
- en Castilla y León: Salamanca y Soria
- en Cataluña, Tarragona
- en el País Vasco, Guipúzcoa
- en la Comunidad Valenciana, Castellón

## Enclaves municipales
Hay un enclave municipal cuando una parte o la totalidad de un municipio está rodeada por otro municipio de la misma provincia. Ejemplos son los municipios cacereños de Aliseda y Sierra de Fuentes, rodeados por el término de Cáceres capital, el municipio malagueño de Arriate rodeado por Ronda y el municipio ciudadrealeño de Almuradiel, rodeado del municipio de Viso del Marqués o Villavieja, rodeado en su totalidad por Nules en Castellón. En Tenerife, Islas Canarias, el municipio de Tegueste se encuentra rodeado por el de San Cristóbal de La Laguna.